# Kosiba Wall
Die Kosiba Wall ist ein 1180 m hohes Kliff am nordöstlichen Ende der Blaiklock-Insel im Archipel der Adelaide- und Biscoe-Inseln westlich der Antarktischen Halbinsel.
Der British Antarctic Survey führte zwischen 1980 und 1981 geologische Arbeiten in diesem Gebiet durch. Das UK Antarctic Place-Names Committee benannte das Kliff 1986 nach dem polnischen Klimatologen und Glaziologen Alexander Kosiba (1901–1981) von der Universität Breslau, der 1937 die erste polnische Expedition nach Grönland und von 1957 bis 1960 eine weitere Forschungsreise für glaziologische Studien nach Spitzbergen geleitet hatte.